# Myeong-dong
Myeong-dong (kor. 명동; Hanja: 明洞; dosłownie: słoneczne osiedle) – część dzielnicy Jung-gu, Seulu w Korei Południowej, położona w centralnej części miasta. Znajduje się między Chungmu-ro, Eulji-ro i Namdaemun-ro.
Myeong-dong znane jest z bycia jedną z głównych handlowych i turystycznych dzielnic Seulu. W 2011, 2012 i 2013, ulica Myeongdong, znajdująca się w tym osiedlu, została wymieniona jako dziewiąta najdroższa ulica handlowa na świecie. Obszar jest znany również za dwa historycznie ważne obiety, Katedrę Myeongdong i popularny teatr NaNTA Meongdong.

## Historia
Myeong-dong pochodzi z czasów dynastii Joseon, kiedy było nazywane Myeongrye-bang(kor. 명례방; Hanja: 明禮坊). Później służyło głównie jako dzielnica mieszkaniowa.
Wraz z pojawieniem się Japończyków nazwa została zmieniona na Myeongchijeong (kor. 명치정; Hanja: 明治町, Meijicho wymowa japońska). Stało się ono wtedy dzielnicą bardziej komercyjną, związaną z zakupami i handlem.

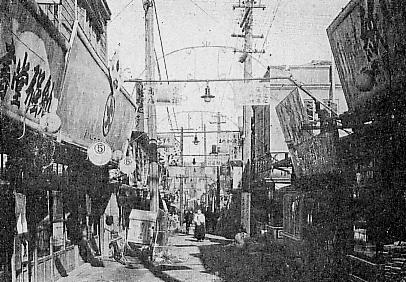
Myeongdong historycznie

Po wojnie koreańskiej Seul się rozrósł, a w Myeong-dong powstało wiele nowych wysokich budynków, a wraz z nimi nowe domy towarowe, centra handlowe i różne inne rodzaje punktów handlowych i detalicznych. Wraz ze wzrostem dobrobytu Korei Południowej w latach powojennych zapotrzebowanie na modę oraz sklepy kosmetyczne wzrosło, które Myeong-dong zaspokajało przez stacjonujące tam lokalne firmy oraz zagraniczne marki.
W połowie lat 70. ta część dzielnicy stała się najpopularniejszym miejscem na zakupy w całej Korei Południowej, które ludzie z całego świata odwiedzają, aby zrobić zakupy oraz zobaczyć najnowsze trendy mody.

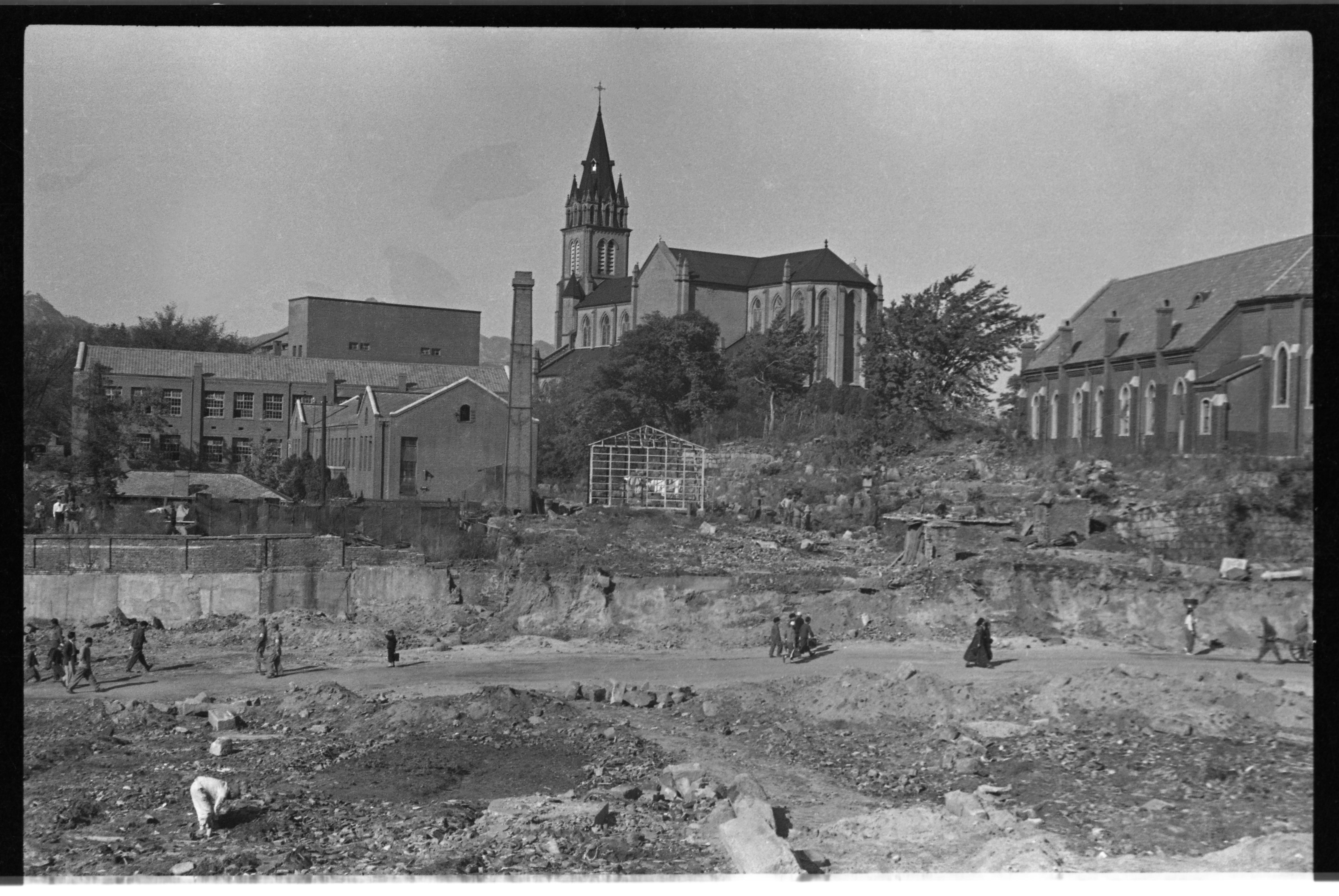
Katedra Myeongdong w 1952

Centralne położenie w mieście oznaczało również odgrywanie roli społecznej oraz politycznej. W 1898 roku wybudowano Katedrę Myeongdong, przyciągając przy tym zarówno religijnych, jak i mieszkańców aktywnych społecznie.
Na początku XXI wieku koreański oddział turystki uznał Myeong-dong za jedną z głównych atrakcji turystyki regionalnej i globalnej, co poskutkowało aktywną promocją i rozwojem tego terenu. Wprowadzono również ulice dla pieszych.
Dziś Myeong-dong jest sercem komercyjnego Seulu.

## Opis

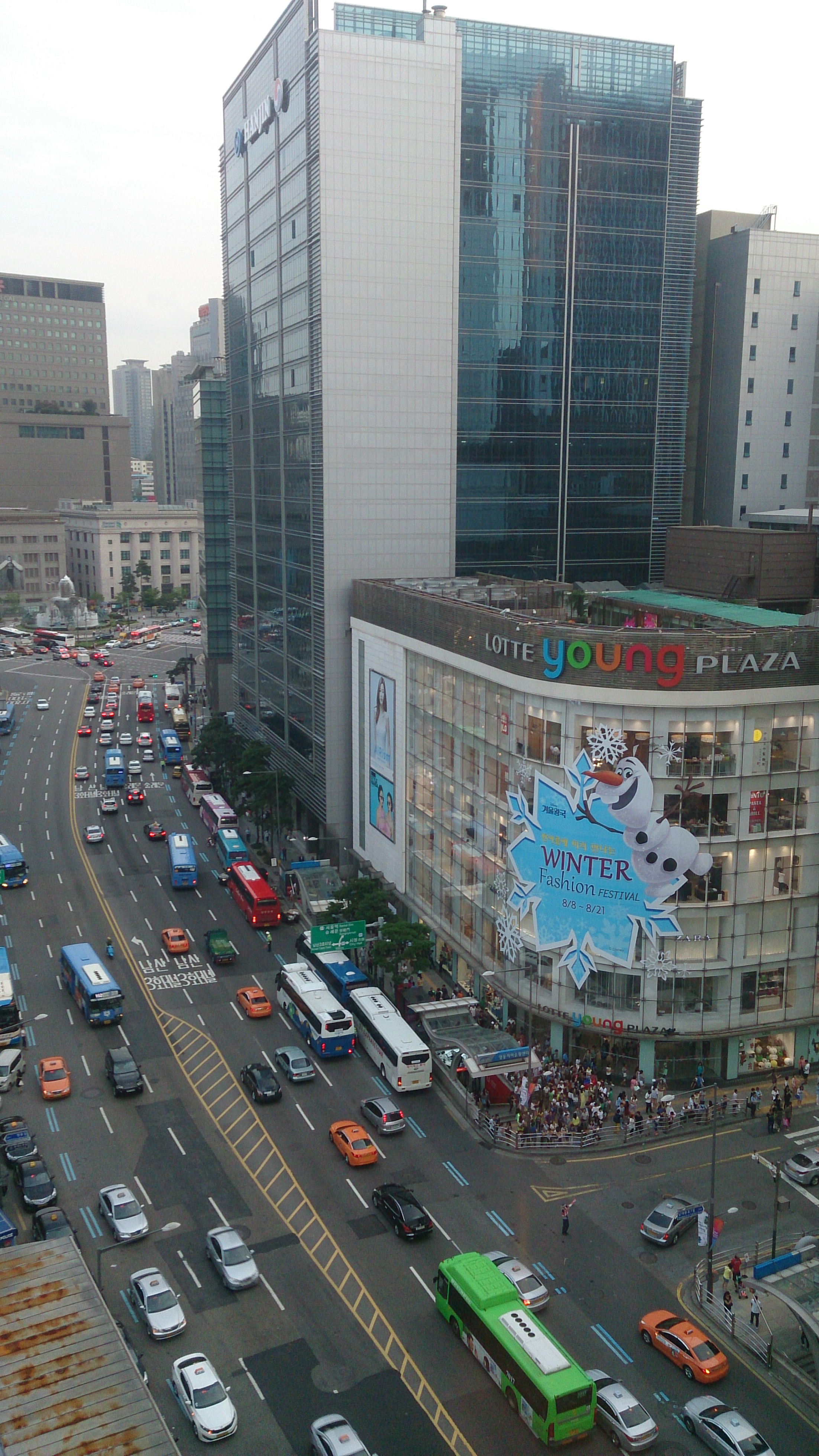
Lotte Department Store w Myeong-dong

Myeong-dong to jedno z centrów finansowych Seulu. Znajdują się tam siedziby jednych z większych firm ubezpieczeniowych, papierów wartościowych, usług finansowych i inwestycyjnych takich jak: Citibank, SK Group, Kookmin Bank, Lone Star Funds, Sumitomo Mitsui Banking Corporation, AIG Korea Insurance, Hana Bank i HSBC. W pobliżu znajduje się również Bank of Korea.
W Myeong-dong swoją siedzibę ma również ambasada Chin, Singapuru i Grecji, siedziba YWCA, Teatr Myeongdong oraz najstarsza katedra katolicka w Korei Południowej.
Zwykle główna ulica oraz poboczne alejki są zablokowane dla ruchu samochodowego, ze względu na dużą liczbę pieszych i turystów odwiedzających tę część miasta. W regionie powstało wiele hoteli oraz restauracji. W ankiecie przeprowadzonej przez rząd metropolitarny Seulu w 2011 roku wśród prawie 2000 ankietowanych turystów 13,4% wskazało zakupy w Myeong-dong jako swoją ulubioną aktywność w stolicy Korei Południowej.

### Zakupy
Myeong-dong jest jedna z głównych dzielnic handlowych w Seulu, w której znajdują się sklepy międzynarodowych marek takich jak Lacoste, Polo Ralph Lauren, H&M, Zara, Forever 21, Bulgari i Louis Vuitton, a także koreańskich marek kosmetycznych: Nature Republic, Missha, The Face Shop i Skin Food. W tej części dzielnicy znajdują się również duże centra handlowe takie jak Lotte Department Store czy Shinsegae Department Store. Różnorodność i wybór sklepów w Myeong-dong przyciąga wielu turystów do tego miejsca.